# Liste von Wassermühlen in Pfronten
Die folgende Liste von Wassermühlen in Pfronten enthält Wassermühlen (historische Wasserkraftanlagen) in Pfronten im bayerisch-schwäbischen Landkreis Ostallgäu. Die Mühlen werden angetrieben durch das Wasser der Faulen Ach, der Dürren Ach und der Vils.

## Getreidemühlen
Die Mühlen dienten in erster Linie zum Mahlen von Getreide mit meist zwei Mahlgängen und einem Gerbgang zum Entspelzen von Gerste. Oft gehörten zu ihnen auch eine Sägemühle und eine Knochenstampfe. Obwohl die Mahlmühlen hier erst am Ende des 16. Jahrhunderts urkundlich nachgewiesen werden können, sind sie sicher viel früher entstanden. Alle alten Mühlen in Pfronten hatten ein Gemeinderecht.

### Faule Ache
- Moosmühle ⊙

Erstnennung 1576 als „Müllen unter Cappell“; zu Beginn des 20. Jahrhunderts abgebrochen
- Lenzemühle ⊙

Erstnennung 1645; abgebrochen vor 1900
- Kasparsmühle ⊙

Erstnennung Müller Leonhard Haslach; Mühle vor 1945, Säge vor 1960 stillgelegt
- Stoffelsmühle ⊙

Erstnennung Müller Martin Seuter 1587; Betrieb vor 1945? stillgelegt
1612 wird in Pfronten-Meilingen eine „Schneggenmühle“ genannt. Sie ist entweder mit der Lenzemühle oder mit Kasparsmühle identisch, wahrscheinlich mit letzterer.
Außerdem führt Scholz zwischen Lenze- und Kasparsmühle noch eine Mahlmühle mit der Bezeichnung „Raiserjörge“ auf, die ca. 1740 abgebrochen wurde. Diese Nachricht lässt sich durch Akten nicht belegen.

### Dürre Ach
- Driendlmühle ⊙

Erstnennung 1592; stillgelegt
- Josemühle ⊙

Neubau 1702; Mühle vor 1925, Säge vor 1990 stillgelegt, nun: Stromerzeugung

### Vils
- Bläsismühle ⊙

Erstnennung 1589; als Knopffabrik um 1956 stillgelegt, seit 2004: Mühlenmuseum

## Gipsmühlen, Sägen
- Alle diese Wasserkraftwerke sind kurz vor oder bald nach 1800 entstanden und haben deshalb kein Pfarrrecht mehr erhalten.
- Die Wasserkraftwerke, die durch das Wasser der Dürren Ach angetrieben wurden, liegen alle an einem Werkkanal, der oberhalb von Felixe-Säge aus der Dürren Ach abgeleitet wird.
- Nur die Fallmühle bildet da in beiden Punkten eine Ausnahme.

| Name                                       | Art                             | Standort                                 | Bemerkung                                                  |
| ------------------------------------------ | ------------------------------- | ---------------------------------------- | ---------------------------------------------------------- |
| Faule Ach                                  |                                 |                                          |                                                            |
| Stichs Säge                                | Gipsmühle/Säge                  | ⊙ Pl.- Nr. 495                           | genannt 1828, abgebrochen; nun: Betriebsgelände Firma Heer |
| Achsäge                                    | Schleifmühle/Säge               | ⊙ Pl.- Nr. 1216                          | 1910 abgebrochen                                           |
| Saliter-Säge                               | Säge                            | ⊙ Panoramaweg 14                         | (als Manzesäge?) 1841 erbaut; noch in Betrieb              |
| Dürre Ach                                  |                                 |                                          |                                                            |
| Fallmühle                                  | Gipsmühle/Säge                  | ⊙ Achtalstraße 62                        | 1782 als Ölmühle erbaut; nun: Stromerzeugung               |
| Felixe-Säge                                | Säge                            | ⊙ Gschönweg 10                           | erbaut vor 1830?, Neubau 1889; nun: Stromerzeugung         |
| Baders Gipsmühle                           | (Hammerschmiede)/Gipsmühle/Säge | ⊙ Gschönweg 11 und 13                    | stillgelegt, nun: Stromerzeugung                           |
| Poliermühle                                | Gipsmühle/mech. Werkstätte      | ⊙ Gipsmühlweg 15                         | stillgelegt                                                |
| Eberle-Mühle (Zementmühle)                 | Gipsmühle/mech. Werkstätte      | ⊙ Gipsmühlweg 13                         | als Lager genutzt                                          |
| Wannemachers Mühle                         | Gipsmühle                       | ⊙ Pl.- Nr. 1127                          | erbaut 1805; abgebrochen                                   |
| Semelers Säge                              | Säge                            | ⊙ Pl.- Nr. 1128/4                        | ca. 1870 erbaut; nun: elektrisch in Betrieb                |
| Friedrichsturm (Veste und Lixe Gipsmühlen) | Gipsmühle                       | ⊙ Scheiberweg 32                         | erbaut 1832; nun: stillgelegt                              |
| Steigers Säge                              | Gipsmühle                       | ⊙ Krokusweg 9                            | erbaut vor 1842;stillgelegt                                |
| Karolusse (Wangers Gipsmühle)              | Gipsmühle/Säge                  | ⊙ Krokusweg 11                           | erbaut 1828; nach 1910 stillgelegt                         |
| Untere Wannemacher (beim Jäger)            | Gipsmühle/mech. Werkstätte      | ⊙ Tiroler Straße 139                     | erbaut 1821; stillgelegt, nun: Stromerzeugung              |
| Steinhauser-Säge (Tischlers Säge)          | Gipsmühle/Säge                  | ⊙ Zirmenweg 11                           | erbaut vor 1848; elektrisch in Betrieb                     |
| Vils                                       |                                 |                                          |                                                            |
| Berg und Tal                               | Säge                            | ⊙ Vilstalstraße 93                       | erbaut 1878; bald vor 1970 stillgelegt                     |
| Schochers Säge (Ernle-Säge)                | Säge                            | ⊙ Vilstalstraße 91                       | erbaut ca. 1850; stillgelegt 1966?, nun: Stromerzeugung    |
| Schlossers Säge                            | Säge                            | ⊙ Vilstalstraße 89                       | erbaut ca. 1850; stillgelegt 1965                          |
| Steinsäge                                  |                                 | zwischen Schlossers Säge und Bläsismühle | bestand nach Scholz um 1850                                |
| Randel-Säge                                | Säge                            | ⊙ Vilstalstraße 71                       | erbaut 1932; nun elektrisch in Betrieb und Stromerzeugung  |

## Hammerschmieden
- Pfannenschmiede ⊙

auch Waffen- oder Sensenschmiede, Erstnennung 1595; stillgelegt
- Hammerschmiede in der Ob ⊙

Erstnennung 1588; 1928 stillgelegt (Neubau im Weidach)
- Hammerschmiede am Walk ⊙

Erstnennung wohl 1550 (als Paul Wetzers Schmiede), später zur Josemühle gehörig; nun Stromerzeugung